# Gretna FC
Gretna FC (Gretna Football Club) byl fotbalový klub, sídlící ve městě Gretna ve Skotsku. Gretna FC byl v roce 2007 nováčkem Scottish Premier League. Klub byl založen roku 1946. Stadion klubu byl Raydale Park s kapacitou 6 000 diváků, což je při celkovém počtu obyvatel Gretny (2705) rarita. Klub slavil v posledních letech své existence velké úspěchy a dokázal se probojovat v nejkratším možném čase z čtvrté ligy do nejvyšší. Kromě toho byl v sezóně 2006/07 účastníkem Poháru UEFA, díky druhému místu ve Skotském poháru. Klub začaly v sezóně 2007-2008 zmítat finanční problémy, kvůli nimž neměl v březnu ani na výplaty svých hráčů a přešel do nucené správy. Klub zanikl pro finanční potíže v létě roku 2008. Fanoušci zaniklého klubu založili klub nový Gretna FC 2008, který se začlenil do East of Scotland Football League. Zaniklý i nově vzniklý klub nemají žádnou vazbu.

## Přehled výsledků v evropských pohárech
| Sezóna  | Soutěž     | Kolo        | Klub          | Skóre    |
| ------- | ---------- | ----------- | ------------- | -------- |
| 2006/07 | Pohár UEFA | 2. předkolo | Derry City FC | 1:5, 2:2 |